# PocketStation
La PocketStation (ポケットステーション, Pokettosutēshon) est une console portable miniature créée par Sony comme périphérique de la PlayStation. Elle fut lancée exclusivement au Japon le 23 janvier 1999. Elle comprend un écran LCD, du son, une horloge temps réel, ainsi que des capacités de communication infrarouge. Elle peut également servir comme carte mémoire PlayStation (15 blocs). Dans certains RPG, il était possible d'utiliser celle-ci pour augmenter les niveaux des personnages pour ensuite appliquer ces améliorations.

## Historique
La PocketStation est sortie exclusivement au Japon le 23 janvier 1999,. La date de sortie initiale prévue au Japon était le 23 décembre 1998, mais elle fut repoussée d’un mois complet. Sony n’expédia alors que 60 000 unités du périphérique lors de sa sortie. Elle était initialement disponible en deux couleurs : blanc et transparent.
La console rencontra un grand succès et fut rapidement en rupture de stock dans toute la région. Sony prévoyait de la commercialiser en dehors du Japon et mena des actions promotionnelles en Europe et en Amérique du Nord, mais la sortie internationale n’eut jamais lieu. SCEA expliqua l'absence de la PocketStation sur les marchés occidentaux par l’incapacité de répondre à la demande japonaise,. Malgré cela, quelques jeux, comme Final Fantasy VIII et SaGa Frontier 2, ont conservé leur compatibilité avec la PocketStation dans leurs versions localisées,.
Le 5 novembre 2013, il fut annoncé que la PocketStation serait relancée sous forme d’application pour la PlayStation Vita, permettant aux utilisateurs de jouer à des mini-jeux au format PocketStation pour les jeux PlayStation classiques qu’ils possèdent. D’abord réservée aux abonnés PlayStation Plus, l’application fut ensuite rendue disponible au grand public. Elle reste cependant exclusive à la PlayStation Vita japonaise.

## Spécifications techniques
- Processeur : ARM7T (processeur RISC 32 bits)
- Mémoire : SRAM 2 Kio, Flash RAM 128 Kio
- Écran : LCD monochrome de 32 x 32 pixels
- Son : un haut-parleur miniature (PCM 12 bits)
- Contrôle : 5 boutons, 1 bouton de remise à zéro
- Communication infrarouge : signal bidirectionnel (supports standard de IrDA, et système de contrôle à distance)
- Diode : 1 unité
- Pile : une pile Lithium-Ion (CR 2032)
- Autre fonction : Calendrier, fonctions et nombre.
- Dimensions : 64 x 42 x 13.5 mm
- Poids : Environ 30 g (pile incluse)

## Jeux compatibles
- Ape Escape
- Arc the Lad III
- Brightis
- Chocobo Stallion (ja)
- Crash Bandicoot 3: Warped
- Dance Dance Revolution (3rd Mix, 4th Mix et 5th Mix)
- Doko Demo Issho
- Final Fantasy VIII
- Grandia
- Gran Turismo 2
- Jade Cocoon
- JoJo's Bizarre Adventure
- Legend of Mana
- LMA Manager
- Metal Gear Solid: Integral
- Monster Rancher 2
- PaQa
- Pi to Mail
- Pocket Digimon World
- Pocket Jiman
- Pocket MuuMuu (en)
- Poporogue (en)
- Racing Lagoon (en)
- RayCrisis
- Remote Control Dandy (ja)
- Ridge Racer Type 4
- Rockman Complete Works
- SaGa Frontier 2
- Samurai Shodown: Warriors Rage 2[12]
- Spyro the Dragon
- Spyro The Dragon 2
- Street Fighter Alpha 3
- Super Robot Taisen Alpha (en)
- Tales of Eternia
- The Legend of Dragoon
- The Misadventures of Tron Bonne
- Tokimeki Memorial 2 (en)
- Tron Ni Kobun
- Yu-Gi-Oh! Forbidden Memories